# Тоннель в конце света
«Тоннель в конце света» — восьмой студийный альбом российской рок-группы «Несчастный случай». Официальный релиз альбома в Интернете состоялся 14 октября 2010 года. Дата начала продаж альбома — 19 ноября.

## История создания
Альбом стал четвёртой пластинкой «Несчастного случая», записанной в собственной студии группы. Сам он записывался в течение трёх лет. Все песни в нём, за исключением композиции «С 1-го по 13-е», — новые. Песня «Ямщик, не гони лошадей» была записана специально для «Нашего радио». Некоторые из песен уже были исполнены музыкантами вживую на концертах.
Первоначально альбом планировалось выпустить 1 октября, однако затем дата выхода была перенесена на 19 ноября, причём планируется, что он будет выпущен исключительно малым, «сувенирным», тиражом. 13 октября состоялся официальный релиз альбома в Интернете, при этом прямо в момент открытия свободного доступа к нему на сайте группы музыканты давали концерт в Московском международном Доме музыки. В середине концерта Алексей Кортнев, лидер группы, поинтересовался, может ли кто-нибудь выйти в Интернет и проверить, действительно ли песни доступны для скачивания, ему из первого ряда показали iPad со страницей альбома. Кортнев отреагировал на это репликой «Втыкайте наушники и слушайте!»
19 ноября в Москве, в клубе «Арена», состоялась официальная презентация альбома. В ней, помимо музыкантов, принимал участие бывший участник группы Валдис Пельш. Также на ней был проведён аукцион, в результате которого была продана золотая запонка, подаренная Кортневу Президентом России Дмитрием Медведевым. Деньги, вырученные от продажи, пойдут на счёт благотворительного фонда «Дети Наши».
Мы пришли в Арену-Москва с группой и с Валдисом Евгеньевичем, который к нам присоединится в этот день. Походили там, поводили носом и поняли, что устраивать там какое-то а-ля театральное действие, как мы обычно это делаем всегда, в общем-то довольно глупо, потому что площадка уж очень большая и поэтому, конечно, никакого костюмирования мы там предпринимать не будем. Мы будем играть просто здоровенный концерт порядка двадцати пяти песен. Половину из них с Валдисом, половину без Валдиса. Почему для нас это здоровенный – потому что песни у нас очень длинные. Поэтому двадцать пять – это уже там будет где-то два с половиной часа
К песне «Шла Саша по шоссе» студия «Пилот» записала мультипликационный клип.

## Название альбома
На пресс-конференции, посвящённой концертам группы на Украине, Алексей Кортнев так объяснил смысл названия альбома:
Мы своими песнями хотим сказать, что даже в самой тяжелой ситуации, даже в конце мира, можно найти туннель, через который выползти куда-нибудь в следующий мир, если этот заканчивается, то везде найдется новый

## Список композиций
Вся музыка написана Сергеем Чекрыжовым, все тексты написаны Алексеем Кортневым.
1. Тоннель в конце света
2. Улица Вавилова
3. Шла Саша по шоссе
4. Слезы мужчин
5. Две бабочки
6. Вокруг оси
7. Кисло-сладкий соус
8. Летний сон
9. Валентина
10. Хо-хо
11. Объятья
12. Тоннель в конце света — реприза

Бонусы:
- С 1-го по 13-е
- Ямщик, не гони лошадей (из саундтрека к фильму «Азазель»)

Все песни записаны Дмитрием Чувелёвым в «Секретной студии», за исключением песен «Валентина» (Дмитрий Куликов, «Vintage Recording Studio», Дмитрий Чувелёв, «Секретная студия») и «С 1-го по 13-е» (Дмитрий Чувелёв, Гигант Рекорд). Все песни сведены Дмитрием Чувелёвым в «Секретной студии»

## Состав
- Алексей Кортнев (вокал, гитара, тексты песен)
- Валдис Пельш (вокал в песнях «Улица Вавилова»[14] и «С 1-го по 13-е»)
- Павел Мордюков (вокал, саксофон)
- Сергей Чекрыжов (клавишные, бэк-вокал, музыка)
- Дмитрий Чувелёв (электрогитара)
- Роман Мамаев (бас-гитара)
- Павел Черемисин (ударные)
- Павел Тимофеев (ударные)

## Рецензии
Рецензия от i-muz.ru:
Интеллектуальность и здесь не подвела группу «Несчастный случай», первое же прослушивание явно показало, что эта пластинка претендует стать самой лучшей в их творчестве